# Myriotrochus hesperides
Myriotrochus hesperides is een zeekomkommer uit de familie Myriotrochidae.
De wetenschappelijke naam van de soort werd in 2009 gepubliceerd door O'Loughlin & Manjón-Cabeza.